# Jazykohltanový nerv
Jazykohltanový nerv (latinsky: Nervus glossopharyngeus, jinak též IX. hlavový nerv, je devátým hlavovým nervem. Jedná se o smíšený nerv, to znamená, že má motorickou, senzitivní a parasympatickou složku. Vede i chuťové vjemy.
Motoricky inervuje svaly patra, hltanu a musculu stylopharyngeus. Parasympaticky inervuje sliznici středoušní dutiny a ganglion oticum. Senzitivně inervuje středoušní dutinu, Eustachovu trubici, hltan, mandle a zadní třetinu jazyka. Chuťově inervuje zadní třetinu jazyka.